# Björktjärnen (Brunskogs socken, Värmland)
Björktjärnen är en sjö i Arvika kommun i Värmland och ingår i Göta älvs huvudavrinningsområde.